# Octadecylamin
Octadecylamin ist eine chemische Verbindung aus der Gruppe der aliphatischen Amine.

## Gewinnung und Darstellung
Octadecylamin kann durch katalytische Hydrierung von Stearylnitril gewonnen werden.

## Eigenschaften
Octadecylamin ist ein brennbarer weißer geruchloser Feststoff, welcher praktisch unlöslich in Wasser ist. Er zersetzt sich bei Erhitzung, wobei Stickstoffoxide, Kohlenmonoxid und Kohlendioxid entstehen.

## Verwendung
Octadecylamin wird als Korrosionsschutzmittel in Dampfleitungen und Boilern verwendet. Octadecylamin-modifizierter Montmorillonit (z. B. Nanofil 848) wird als Flammschutzmittel verwendet.